# Isla Venezuela (Colombia)
Isla Venezuela es el nombre que recibe una isla fluvial de Colombia que administrativamente es parte del departamento de Bolívar, al norte de ese país sudamericano. La isla se localiza en aguas del río Magdalena (el río colombiano más importante) en las coordenadas geográficas 07°47′00″N 73°49′00″O / 7.78333, -73.81667 en la parte más meridional del departamento, a 355 kilómetros al norte de Bogotá. Tiene una elevación promedio de aproximadamente 21 metros sobre el nivel del mar.